# David Lamb
David Lamb (1978-2014) fue un cantante, compositor y guitarrista estadounidense conocido por ser el principal factótum del proyecto musical Brown Bird. Su folk estaba influenciado por las distintas corrientes norteamericanas además del bluegrass, el swing o la psicodelia.
Tras haber formado banda con músicos como Jerusha Robinson, Jeremy Robinson, Mike Samos y  MorganEve Swain, se quedó con esta última constituyendo definitivamente un dúo. MorganEve Swain, fue además la compañera sentimental y artística de David. Pese a ser prácticamente desconocidos en Europa, grabaron varios discos con gran éxito en EE. UU.: En 2007 debutaron con un par de trabajos autoeditados llamados “Tautology” y “Such Unrest” al que siguieron “The Devil Dancing” (Peapod Recordings 2009); “Salt for Salt” (Supply and Demand Music 2011) y “Fits of reason” (Supply and Demand Music 2013)
Tras ser diagnosticado con leucemia y recibir un trasplante de médula ósea, sufrió una recaída y murió a los 35 años a comienzos de abril de 2014. Algunos músicos conocidos como Joe Fletcher, Death Vesse, Alec K Readfearn, Jonah Tolchin, Ian Fitzgerald y Last Good Tooth le rindieron un homenaje de despedida en el Columbus Theatre in Providence, Rhode Island el 8 de abril, pocos días después de su fallecimiento.
Otros múltiples artistas de folk americano, además de los nombrados anteriormente, compartieron escenario y colaboraron con Dave: James Maple, Devil Makes Three,  The Low Anthem, Eric Lichter, Haunt The House entre otros.